# 1603 Neva
Az 1603 Neva (ideiglenes jelöléssel 1926 VH) a Naprendszer kisbolygóövében található aszteroida. Grigorij Neujmin fedezte fel 1926. november 4-én.